# Hofapotheke Dillenburg
Die Hofapotheke Dillenburg war eine Apotheke in Dillenburg. Sie gilt als älteste Apotheke Nassaus.

## Geschichte
Im 15. Jahrhundert wurden die Arzneien der Grafen von Katzenelnbogen und für das Dillenburger Fürstenhaus aus Apotheken benachbarter Städte bezogen. Es ist davon auszugehen, dass zu jener Zeit keine öffentlichen Apotheken in den späteren nassauischen Territorien vorhanden waren.
Carl Heiler gibt das Jahr 1501 als Datum der ersten urkundlichen Erwähnung einer Hofapotheke in Dillenburg an. Nachdem im 16. und 17. Jahrhundert auch Hofapothekerinnen wie Anna Maria Rhein aus Berleburg, der Frau des Geschichtsschreibers Johann Textor, am Dillenburger Schloss wurden, sind seit dem Beginn des 18. Jahrhunderts ausschließlich männliche Verwalter der Hofapotheke bekannt.
Die Approbationsurkunde des vom Christian von Nassau-Dillenburg am 12. März 1726 ernannten Hofapothekers Johann Philipp Behl schrieb ihm folgende 10 Punkte vor:
1. Der Hofapotheker solle gottesfürchtig, verschwiegen und nüchtern sein, üble Gesellschaft meiden und zu jeder Tages- und Nachtzeit die Rezepte nach dem vorgeschriebenen Gewicht anfertigen.
2. Komposita dürfe er nur dann anfertigen, wenn der Leibarzt die Ingredienzien vorher besehen und für gut befunden habe.
3. Im Apothekenbetrieb solle er auf große Sauberkeit achten.
4. Von Laien ausgestellte Rezepte dürften nicht angefertigt werden.
5. Bei Unklarheiten in der Verordnung solle vor der Abgabe erst der Arzt zurate gezogen werden; das Nämliche gelte beim Substituieren.
6. Der freie Verkauf von Venena, Purgantia, Vomitaria und Menses promoventia war dem Apotheker untersagt. Gifte sollten getrennt aufbewahrt und zu ihrer Handhabung eigene Gerätschaften vorhanden sein.
7. Der Einkauf von Waren habe auf der Frankfurter Herbst- und Ostermesse zu erfolgen.
8. Rezepte bedürftiger Patienten solle der Hofapotheker nur in solchen Fällen kostenlos beliefern, in denen das Attest vom Leibarzt ausgestellt und die Bedürftigkeit vom Pfarrer oder Amtmann bestätigt war.
9. Kranken Soldaten der Dillenburger Garnison sollen nur unter der Bedingung Medikamente unentgeltlich ausgehändigt werden, wenn der Arzt oder Chirurg, der die Garnison betreute, das Rezept verordnet und der Offizier die Krankheit des Betreffenden bestätigt habe.
10. Unter Androhung der Entlassung war es dem Hofapotheker untersagt, Branntwein und Aquavit auszuschenken. Ferner sah dieser Punkt sowohl für den Apotheker wie für den Fürsten eine vierteljährliche Kündigungsfrist vor. Kündigte der Apotheker, so musste er die Offizin seinem Nachfolger in dem nämlichen Zustand und Wert präsentieren, wie er sie übernommen hatte. Neben einem bar auszuzahlenden Gehalt, wurde der Apotheker von der Hofküche verköstigt und Holz, Licht sowie Wohnung ebenfalls gestellt.

Mit dem Tod Christians von Nassau 1739 starb die Dillenburger Linie aus. Sein Erbe Wilhelm Carl Heinrich Friso residierte in Den Haag und ließ die Apotheke auflösen.

## Liste von Hofapothekern in Dillenburg
- 1584: Hofapothekerin Güthe
- 1606–1623: Anna Maria Rein
- 1708: Caspar Creuter
- 1709: Johann Caspar Heller
- 1726–1727: Johann Philipp Behl
- 1727: Jakob Gottlieb Osiander